# Петровка (Великоігнатовський район)
Петро́вка (рос. Петровка, ерз. Петровка) — присілок у складі Великоігнатовського району Мордовії, Росія. Входить до складу Протасовського сільського поселення.

## Населення
Населення — 11 осіб (2010; 30 у 2002).
Національний склад (станом на 2002 рік):
- ерзяни — 97 %